# M1公路 (匈牙利)
M1公路（匈牙利語：M1-es autópálya）是匈牙利一條高速公路，連接首都布達佩斯以及接壤奧地利邊境的海吉什豪洛姆，經A4高速公路可連接到維也納。全長171公里。
公路自1964年開始分階段通車，至1996全面通車。公路是歐洲E60、E65和E75公路的一部份。